# Friedrich Joachim Stengel

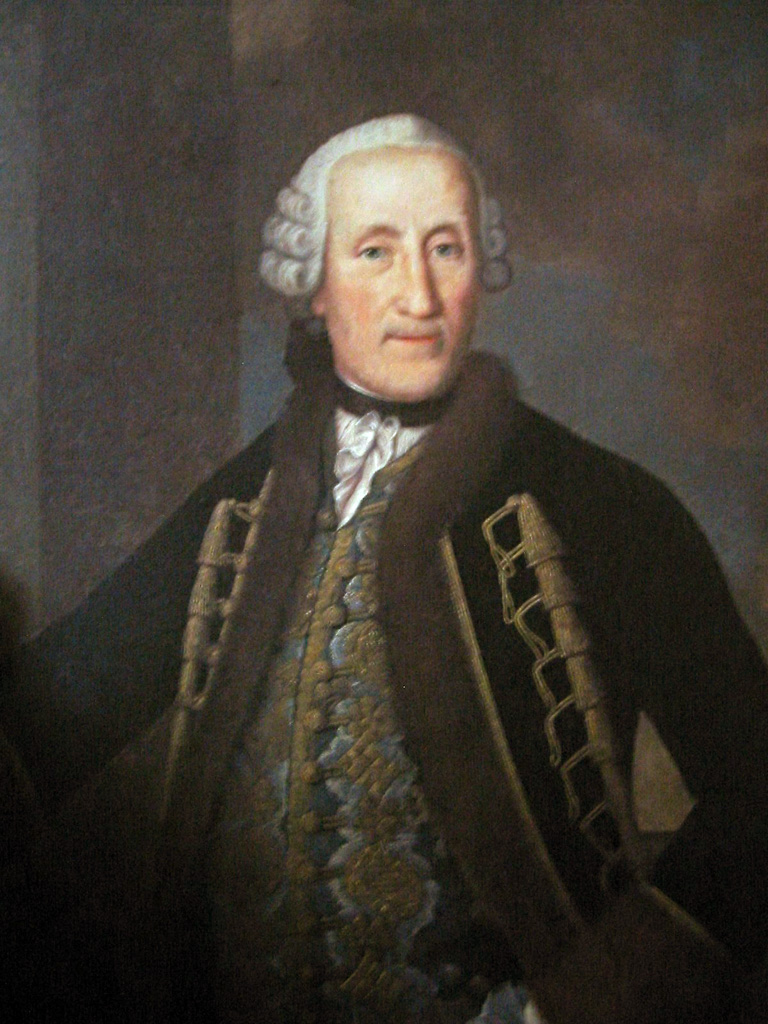
Friedrich Joachim Stengel (1694–1787)

Friedrich Joachim Michael Stengel (* 29. September 1694 in Zerbst/Anhalt; † 10. Januar 1787 in Saarbrücken) war ein deutscher Baumeister im Zeitalter des Barock.
Während seiner wichtigsten Wirkungsphase in Saarbrücken schuf Stengel den Neubau des Schlosses Saarbrücken (1738), die Friedenskirche (1743), das alte Rathaus und das Erbprinzenpalais (1748), die Kirche St. Johann (1754) sowie die Ludwigskirche (1775). Daneben baute er im Saarland und im Elsass zahlreiche kleine Kirchen, Lustschlösser, Forst- und Pfarrhäuser.

## Leben

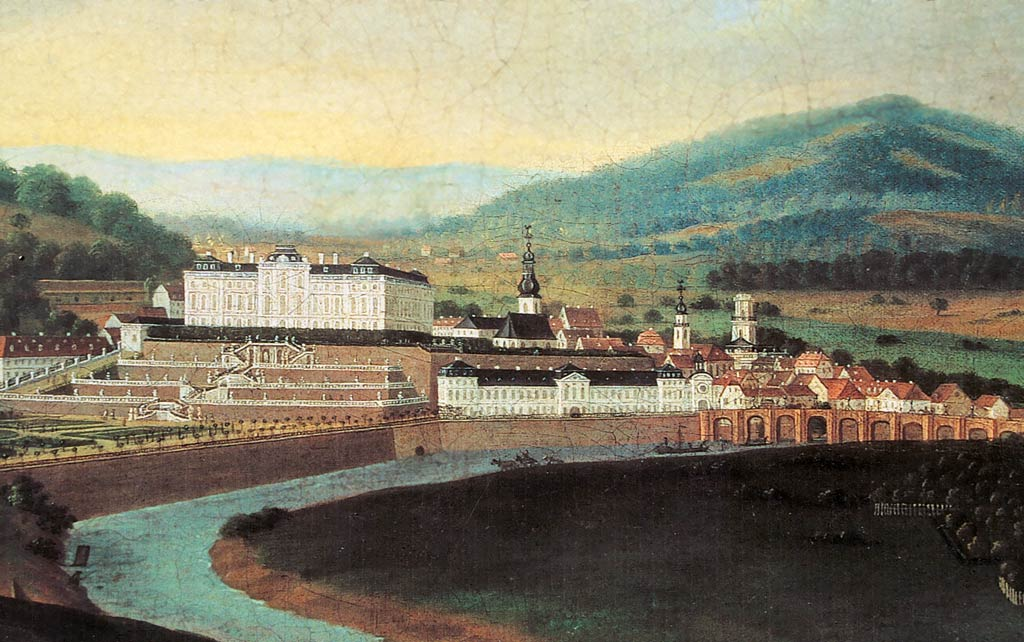
Saarbrücken um 1770 mit den bedeutenden Stengelbauten

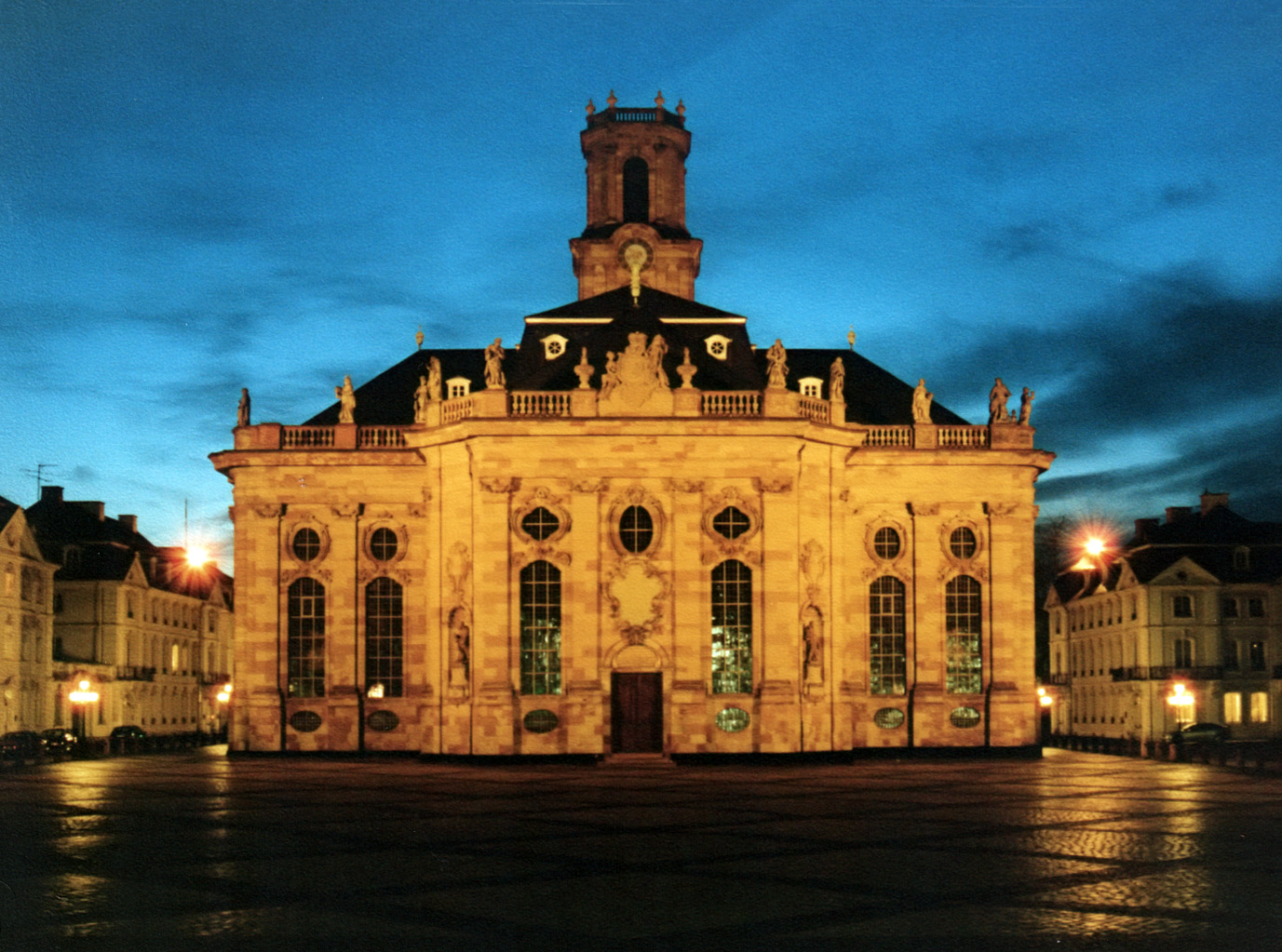
Ludwigskirche in Saarbrücken (Ostansicht)

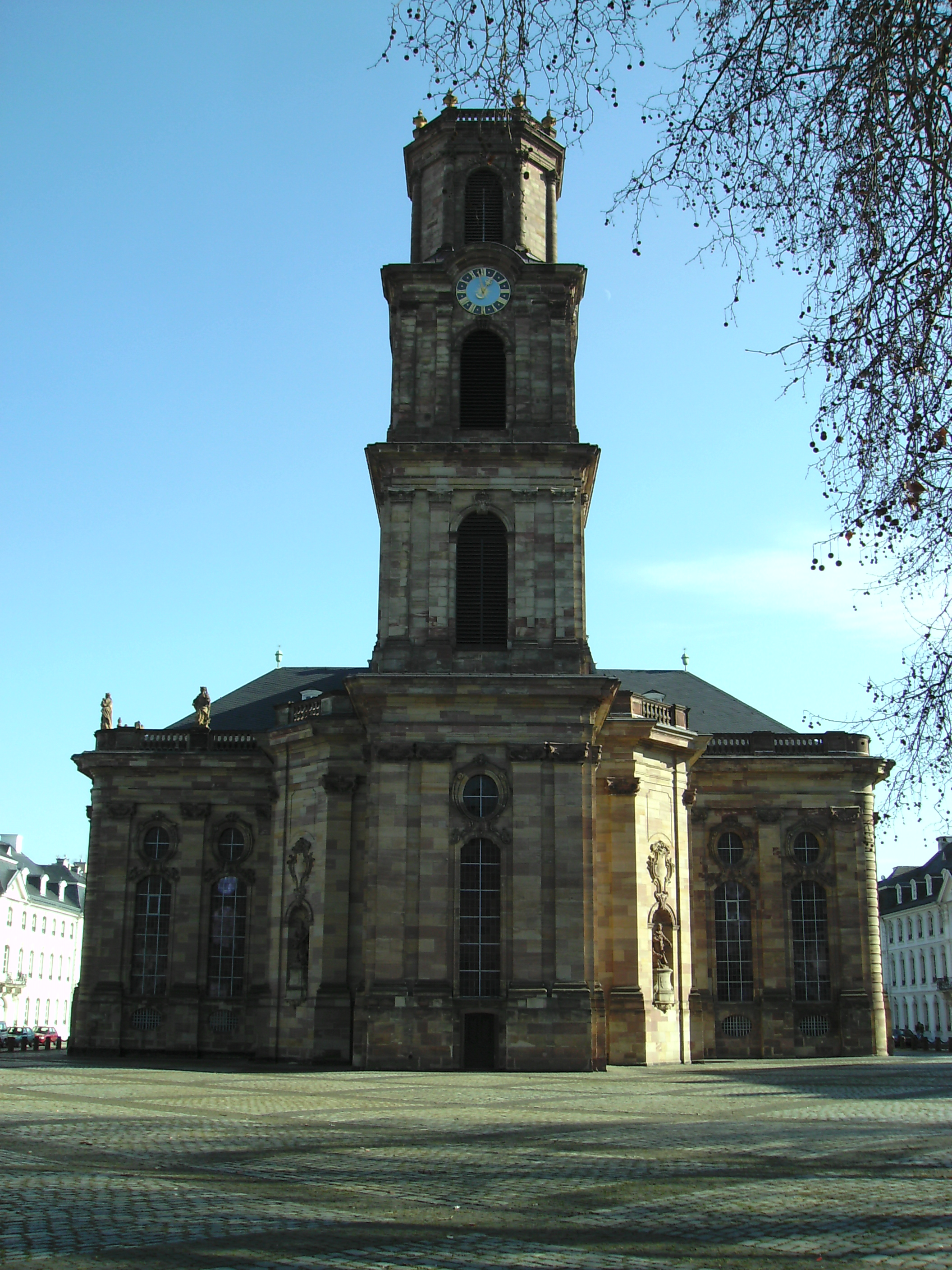
Ludwigskirche (Saarbrücken) (Westansicht)

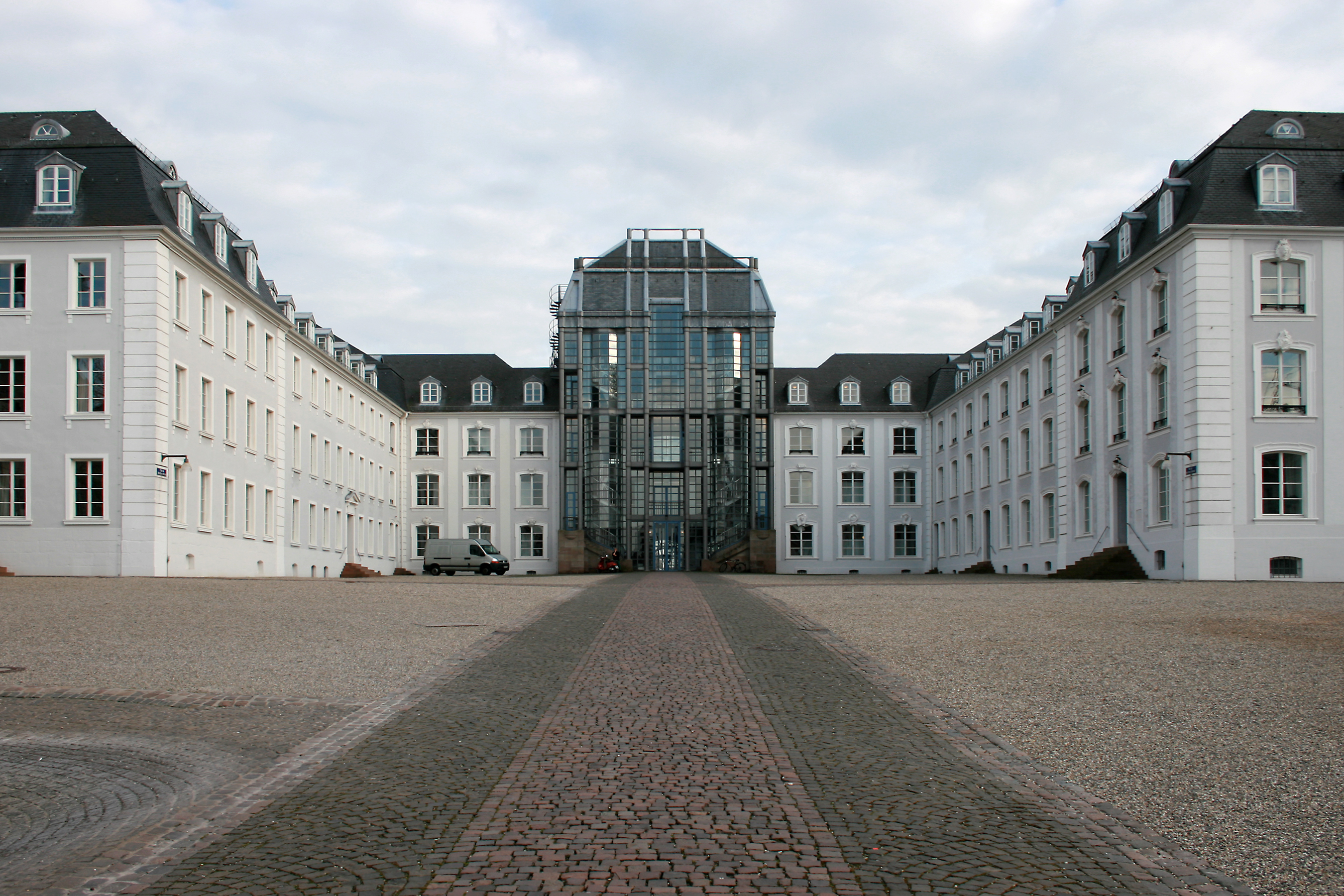
Schloss Saarbrücken

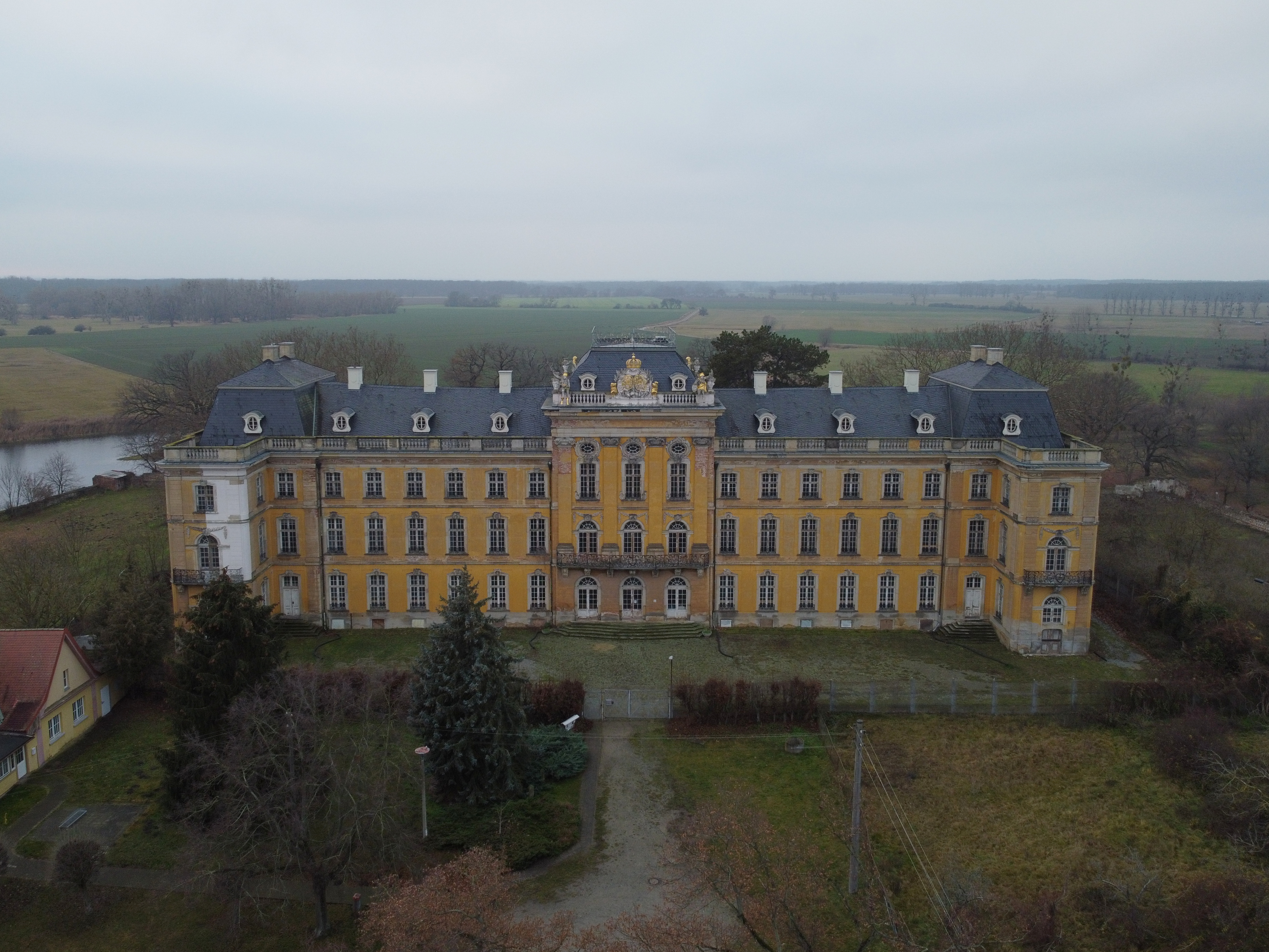
Schloss Dornburg

Mit 14 Jahren musste der Sohn eines Geheimen Fürstlichen Sekretärs sein Elternhaus in Zerbst verlassen, um weiter in der Obhut eines Bruders seiner Mutter in Berlin aufzuwachsen. Sein Vater war bereits 1699 gestorben. Er nahm sogleich ein Studium an der Königlich-Preußischen Akademie der Künste und mechanischen Wissenschaften als Ingenieur-Offizier auf, das heißt, er wurde in Zeichenkunde, Geometrie, Zivilbaukunde, Festungsbau und Geschützkunde ausgebildet. Als Fahnenjunker in gothaischen Diensten nahm er 1712/13 am Spanischen Erbfolgekrieg teil, zunächst in Savoyen, und später am Rhein, wo er in der Verteidigung Mannheims eingesetzt wurde. Sowohl in Turin, das damals als savoyische Hauptstadt ausgebaut wurde, als auch in Mannheim, das nach seiner Zerstörung 1689 im Pfälzischen Erbfolgekrieg planmäßig neuerrichtet wurde, hatte Stengel dabei nach eigenen Angaben Gelegenheit, sich in der ‚Civilbaukunst‘ auszubilden.
Von 1715 bis 1719 war Stengel bei der Oberbaudirektion des Herzogtums Sachsen-Gotha-Altenburg in Gotha als Feldmesser angestellt. 1719 erhielt er den Auftrag, im Herzogtum Sachsen-Eisenach eine „General-Landesrenovatur“ durchzuführen. Bei dieser Gelegenheit kam er in Kontakt mit Beamten des Fuldaer Fürstabtes Adolph von Dalberg, was schließlich 1722 zu einer Anstellung in Fulda führte. Nachdem er dort zunächst als Feldmesser, Pyrotechniker sowie als Lehrer der fürstlichen Pagen und als Festarrangeur tätig war, wurde er 1727 zum Bauinspektor berufen. Während dieser Zeit arbeitete er an der Vollendung des vom italienischen Baumeister Andrea Gallasini begonnenen Fuldaer Stadtschlosses mit. Stengel war weiterhin auch als Landmesser tätig und wurde 1728 an Kurmainz zu Vermessungsarbeiten im Amt Amöneburg ausgeliehen. Nebenher beschäftigte sich Stengel auch auf anderen Gebieten, so entwickelte er 1729 ein Barometer, erlitt dabei aber eine langwierige Quecksilbervergiftung.
In der Hoffnung, die Nachfolge des gothaischen Oberlandbaumeisters Johann Erhard Straßburger antreten zu können, ging Stengel 1730 erneut nach Gotha, erhielt dort aber nur eine Anstellung als Geometer und Ingenieur für Befestigungsanlagen. Daher nahm er drei Jahre später das Angebot des Fürsten von Nassau-Usingen, dort als Hofarchitekt tätig zu werden, an. Zu seinen ersten Arbeiten gehörte der Umbau des Usinger Schlosses, danach stellte er die Innengestaltung des Schlosses Biebrich fertig und ergänzte den Bau um zwei Seitenflügel.
Nach der Teilung Nassaus im Jahre 1735 war Stengel hauptsächlich für den Fürsten Wilhelm Heinrich von Nassau-Saarbrücken tätig. Im Gefolge des Fürsten reiste Stengel 1739 nach Paris und Schloss Versailles, wo er die Werke der modernen französischen Architekten kennenlernte. Die dort gewonnenen Eindrücke wirkten sich stilprägend auf sein weiteres Schaffen aus und ließen seine künstlerischen Fähigkeiten zur vollen Entfaltung kommen. Schon 1738 hatte Stengel mit dem Wiederaufbau des Saarbrücker Stadtschlosses begonnen, dem eine erfolgreiche Schaffensphase mit dem Höhepunkt der Errichtung der Ludwigskirche 1775 folgte.
1750 erreichte ihn ein Ruf aus seiner Heimat in Gestalt der Bitte der Fürstin Johanna Elisabeth von Anhalt-Zerbst, ihren abgebrannten Witwensitz Schloss Dornburg in Dornburg (Anhalt) wieder aufzubauen. Der Wiederaufbau, den er von Saarbrücken aus beaufsichtigte, erfolgte nach Stengels Plänen. Vermutlich lieferte er auch die Pläne für die Dornburger Kirche, die 1758 fertiggestellt wurde.
Im August 1751 erhielt Stengel seine nunmehr dritte Anstellung in Gotha, wo er die Nachfolge des in diesem Jahr pensionierten Johann Erhard Straßburger antrat. Als „Rath- und Baudirektor“  leitete er zunächst die Umgestaltung der Räume der Herzogin Luise Dorothea von Sachsen-Gotha-Altenburg im Corps de Logis des Schlosses Friedenstein. Im selben Jahr wurde Stengel auch die Oberbauleitung der neuen Orangerie Gotha übertragen, da sein Vorgänger auf diesem Posten, der Baumeister Gottfried Heinrich Krohne, am gothaischen Hof in Ungnade gefallen war. Stengel leitete den weiteren Ausbau des von Krohne begonnenen „Laurierhauses“ der Orangerie, bat jedoch schon im April 1752 um seine Entlassung aus gothaischen Diensten.
1761 wurde Stengel zum Generalbaudirektor und Wirklichen Kammerrat des Fürstentums Nassau-Saarbrücken berufen, daneben war er auch noch Forstkammerpräsident und Direktor des Saarbrücker Waisen-, Armen- und Zuchthauses. 1763 begann er mit dem Verfassen seiner Biografie und wurde 1775 pensioniert.
Stengel war dreimal verheiratet und hatte drei Töchter und zwei Söhne. Beide Söhne stiegen in die Fußstapfen des Vaters, Johann Friedrich wurde 1775 Hofarchitekt der russischen Zarin Katharina II. und Balthasar Wilhelm war ab 1785 Oberbaudirektor in Saarbrücken. Als Stengel im hohen Alter von 92 Jahren starb, gewährte Fürst Ludwig von Nassau-Saarbrücken seiner Witwe, „weil uns von dem nun verstorbenen Cammer Rath lang jährige treue Dienste geleistet worden“, eine jährliche Pension in Höhe von 160 Gulden. Stengel wurde in Saarbrücken vermutlich auf dem ehemaligen lutherischen und reformierten Friedhof, vor der Zollamtstreppe, an der Kreuzung Metzer Straße und Deutschherrnstraße beerdigt.

## Werke

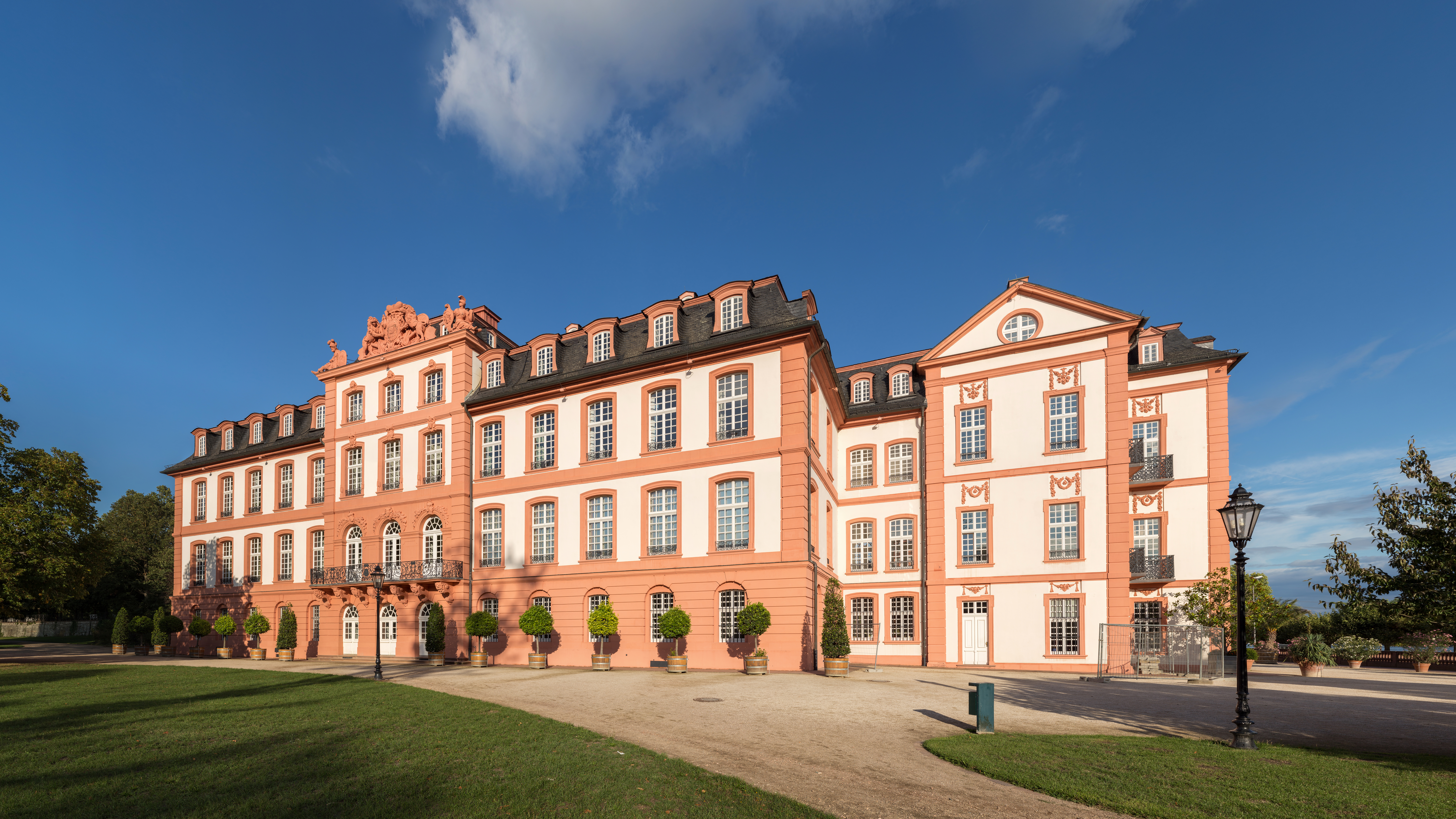
Schloss Biebrich, Winterbau

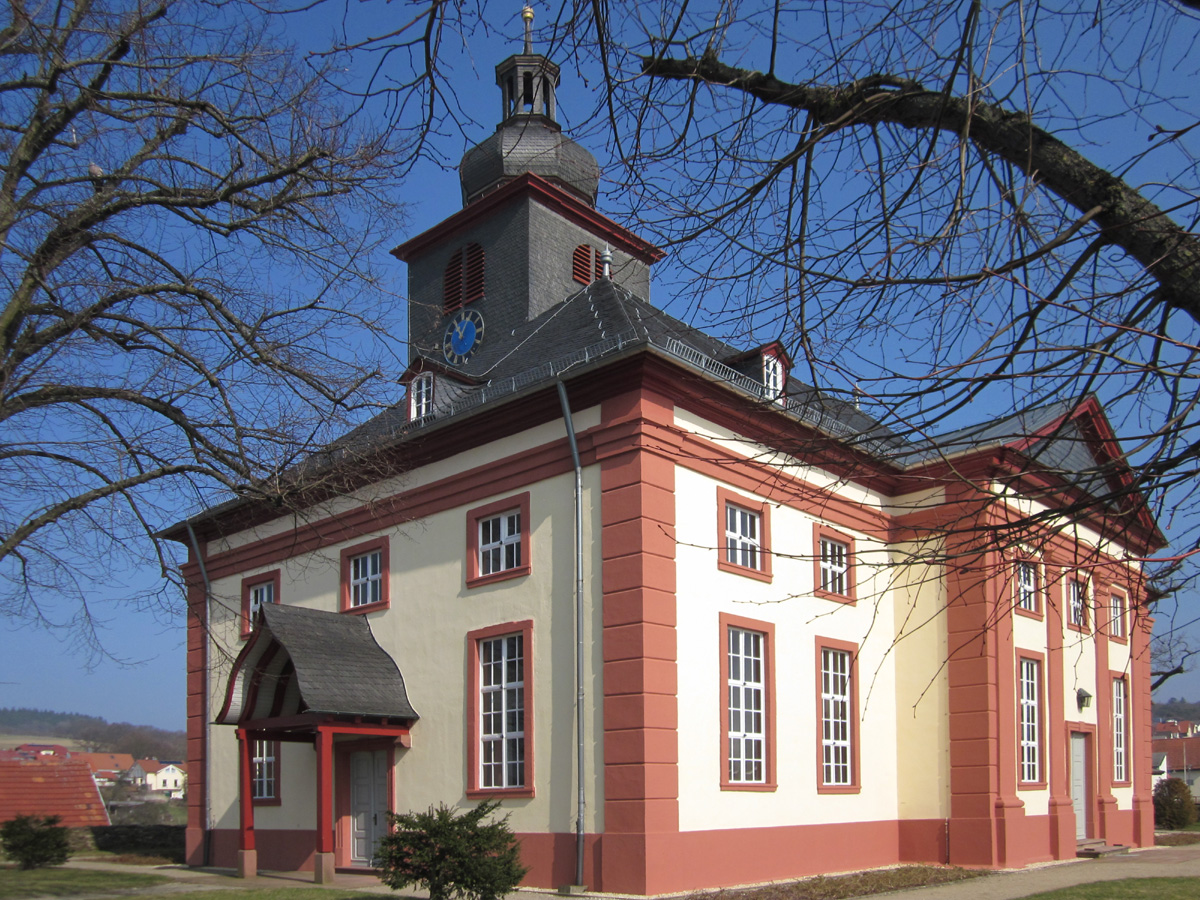
Grävenwiesbach, Evangelische Kirche

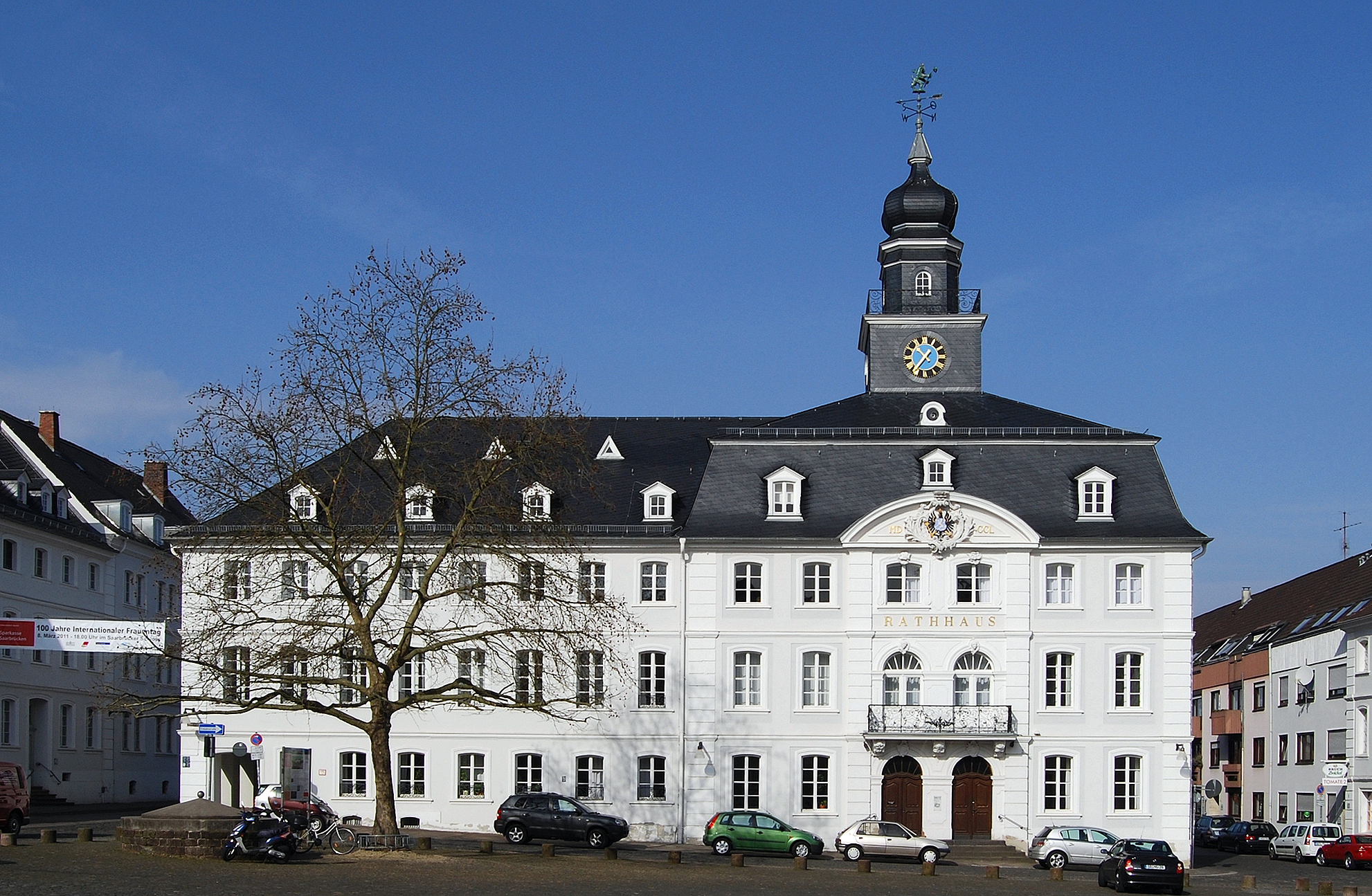
Saarbrücken, Rathaus

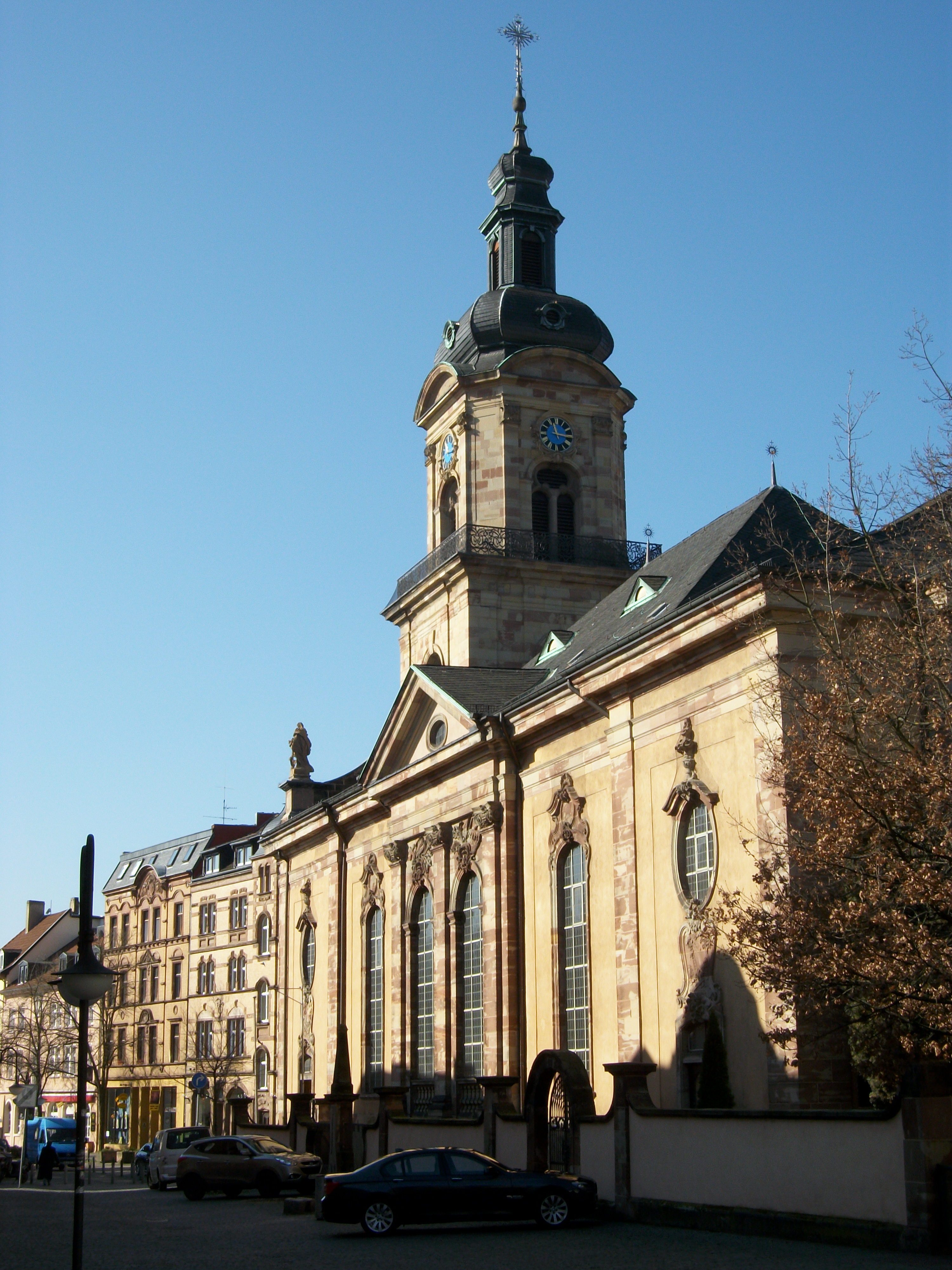
Saarbrücken, Pfarrkirche St. Johann

Das Biebricher Schloss, ursprünglich ein von Maximilian von Welsch parallel zum Rhein errichteter, von zwei Pavillonbauten flankierter Orangeriebau mit zentraler Rotunde, wurde von Stengel bis 1740 durch die Errichtung zweier Flügelbauten zum Residenzschloss ausgebaut. Als Ostflügel entstand zunächst der (nach Kriegszerstörung in den Jahren 1980 bis 1982 in seiner Außenerscheinung rekonstruierte) Marstallbau, anschließend wurde ihm gegenüber als Westflügel der Winterbau, ein mit Mansardwalmdach geschlossener Baukörper mit erhöhtem Mittelrisalit, errichtet. Während der Bautätigkeit in Biebrich entstand 1737 bis 1738 auch die Evangelische Kirche Grävenwiesbach als protestantische Quersaalkirche sowie 1738 die Kirche von Idstein-Heftrich als kreuzförmiger Saalbau. Zudem entwickelte er die Pläne für das Jagdschloss Fasanerie, das 1749 fertiggestellt wurde.
Noch während der Biebricher Tätigkeit wurde Stengels erstes eigenständiges Bauprojekt 1738–48, das Saarbrücker Stadtschloss, als eine dreiflügelige Anlage mit cour d’honneur erbaut. Eine Vorstellung vom ursprünglichen Aussehen des (nur in verminderter Gestalt erhaltenen) Schlosses mit seinem ursprünglich durch eine Kolossalordnung betonten Mittelrisalit gibt heute nur noch das Schloss in Dornburg, das Stengel im unmittelbaren Anschluss an den Saarbrücker Bau von 1751 bis 1754 erbaute. Der vorgelagerte Schlossplatz wurde stadtseitig durch das asymmetrisch angelegte Rathaus von 1748–50 begrenzt, die Südflanke nahm 1760 das Erbprinzenpalais ein. Für die Gattin des Fürsten Wilhelm Heinrich, Sophie zu Erbach, erbaute er 1759 das spätere Witwenpalais in Ottweiler, ein von Pilastern gegliederter dreigeschossiger Baukörper, gleichzeitig auch der sogenannte Pavillon im Herrengarten mit flacher Blendengliederung.
Nicht erhalten hat sich Stengels 1753 erbautes Jagdschloss Jägersberg in Neunkirchen (Saar), für das 1753 der Grundstein gelegt wurde. „Das massive Gebäude ist“ wie Adolph Freiherr Knigge nach einem Besuch mitteilte, „in der Form eines halben Mondes gebaut, hat auf den beyden Flügeln nur ein Erdgeschoß, dahingegen in der Mitte noch eine Etage aufgesetzt ist.“ Das bereits 1709–1719 erbaute Schloss Monplaisir auf dem Halberg erfuhr ab 1755 eine grundlegende Umgestaltung und Erweiterung durch Stengel, und ein drittes Lustschloss, genannt Ludwigsberg, „mit seinem abgerundeten Mittelpavillon und den anschließenden Flügeln, mit seinen vasenbekrönten Treppen-, Terrassenanlagen und Springbrunnen,“ wurde ab 1768 unter Fürst Ludwig errichtet. Alle drei Lustschlösser gingen in der Französischen Revolution zugrunde.
Den fürstlichen Lustschlössern korrespondierten auf anderer Ebene die barocken Gartenpavillons, die Stengel in bürgerlichen Gärten errichtete und von denen die meisten nach der Mitte des 20. Jahrhunderts verschwanden.
Ein wichtiger Aufgabenbereich Stengels stellten Kirchenbauten dar. 1743 bis 1751 entstand die reformierte Friedenskirche in Saarbrücken, im Saarbrücker Stadtteil St. Johann erbaute er 1754 bis 1758 die Katholische Pfarrkirche St. Johann als einen längsgerichteten Saal mit eingestelltem Turm und durch Dreiecksgiebeln angedeuteten Querachsen. 1762 folgte die Kirche in Harskirchen (Elsass), 1769 die Kirche St. Martin in Jugenheim in Rheinhessen, 1770 die Evangelische Kirche von Berg im Elsass.
Stengels größtes städtebauliches Projekt wurde der von der Ludwigskirche beherrschte Ludwigsplatz. Begonnen 1760 von Graf Wilhelm Heinrich wurde das Ensemble erst von seinem Sohn Graf Ludwig von Nassau-Saarbrücken fertiggestellt und nach ihm benannt. Das Zentrum bildet die Kirche mit ihrem in der Sichtachse des Schlosses stehenden Turm, der westliche Platzabschluss erfolgt durch das kombinierte Armen-, Zucht- und Waisenhaus. Die Längsseiten sind durch eine Folge von Palaisbauten von drei Grundtypen eingefasst, wobei den fünf Palais der Südseite nordseitig, unter Freilassung der Sichtachse über die Saar zum Ludwigsberg, nur die beiden Palais Lüder und Freital gegenüberstehen. Der Ludwigsplatz gilt als „eine der großartigsten Platzanlagen des Barock in Deutschland, vielleicht in Anlehnung an französische Place-Royale-Vorstellungen wie etwa [die Place Stanislas]  im nahen Nancy.“
In der Klarheit ihrer Gestaltung mit zurückhaltender klassischer Pilasterordnung sind die Bauten Stengels stilistisch dem Klassizistischen Barock französischer Prägung verpflichtet, während in der Dekoration der Fenstereinfassungen und der Innenausstattung der Régencestil oder der zeitgenössische Style Louis-quinze mit seinen Rokokoformen dominieren.
Zum Aufgabenbereich Stengels gehörten auch Bauwerke wie 1768 die Brücke über die Blies in Neunkirchen, wo er auch die Hüttenwerke errichtete. Ein weiteres technisches Bauwerk Stengels ist der 1762 erbaute Alte Saarkran in Saarbrücken (1784 durch Eis zerstört, wiederaufgebaut; nach 1865 verfallen, 1989 rekonstruiert).

## Würdigung
Mehrere Straßen sind nach ihm benannt, unter anderem in Saarbrücken, Fulda, Usingen und Hecklingen, Ortsteil Groß Börnecke.
An der vermuteten Begräbnisstelle Stengels wurde eine mittlerweile stark verwitterte Gedenktafel angebracht.